# Apteronotus brasiliensis
Apteronotus brasiliensis és una espècie de peix pertanyent a la família dels apteronòtids.

## Descripció
- Pot arribar a fer 29 cm de llargària màxima.[6][7]

## Hàbitat
És un peix d'aigua dolça, bentopelàgic i de clima tropical.

## Distribució geogràfica
Es troba a Sud-amèrica: conques dels rius Paranà, Parnaíba i São Francisco.

## Observacions
És inofensiu per als humans.